# Copa Africana de Clubes Campeones 1975
La Copa Africana de Clubes Campeones de 1975 fue la 11.ª edición del torneo anual de fútbol a nivel de clubes organizado por la CAF.
En el torneo participaron 28 equipos jugando el sistema de knock-out con partidos de ida y vuelta.
El Hafia FC de Guinea ganó la final, convirtiéndose en campeón por segunda vez.

## Primera Ronda
| Equipo 1        | Agr. | Equipo 2              | Ida | Vuelta |
| --------------- | ---- | --------------------- | --- | ------ |
| Djoliba         | 3-0  | Mighty Blackpool      | 2-0 | 1-0    |
| ASDR Fatima     | 3-2  | Al-Merrikh            | 3-0 | 0-21   |
| Bame            | 1-4  | Lomé I                | 0-1 | 1-3    |
| Express         | 1-0  | Horsed FC             | 1-0 | 0-0    |
| Vita Club       | 5-1  | Petrosport            | 4-0 | 1-1    |
| Silures         | 5-2  | Porto Novo            | 3-2 | 2-0    |
| Olympic Niamey  | 1-6  | ASEC Mimosas          | 0-2 | 1-4    |
| Great Olympics  | 1-4  | Enugu Rangers         | 0-2 | 1-2    |
| Embassoria      | 1-3  | AS Inter Star         | 1-1 | 0-2    |
| Bata Bullets    | w/o  | Matlama               | 2   |        |
| Green Buffaloes | w/o  | AS Corps Enseignement | 3   |        |
| Hafia           | w/o  | Real Banjul           | 4   |        |

1 el partido fue abandonado cuando el Al-Merreikh ganaba 2-0 luego de que los jugadores del ASDR Fatima se fueron del campo como protesta por el arbitraje. ASDR Fatima fue expulsado del torneo. 

2 el Matlama FC, el AS Corps Enseignement y el Real Banjul abandonaron el torneo.

## Segunda Ronda
| Equipo 1         | Agr.           | Equipo 2         | Ida | Vuelta |
| ---------------- | -------------- | ---------------- | --- | ------ |
| AS Inter Star    | 2-4            | Al-Merrikh       | 0-0 | 2-4    |
| Djoliba          | 3-4            | Lomé I           | 1-1 | 2-3    |
| Express          | 1-2            | Ghazl Al-Mehalla | 1-1 | 0-1    |
| Vita Club        | 2-3            | Hafia            | 2-0 | 0-3    |
| CARA Brazzaville | 9-4            | Silures          | 4-0 | 5-4    |
| ASEC Mimosas     | 2-2 (6-5 pen.) | ASFA Dakar       | 1-1 | 1-1    |
| Enugu Rangers    | 1-1 (v.)       | Young Africans   | 0-0 | 1-1    |
| Bata Bullets     | 2-5            | Green Buffaloes  | 0-2 | 2-3    |

## Cuartos de final
| Equipo 1         | Agr.           | Equipo 2      | Ida | Vuelta |
| ---------------- | -------------- | ------------- | --- | ------ |
| Ghazl Al-Mehalla | 2-1            | Al-Merrikh    | 2-1 | 0-0    |
| ASEC Mimosas     | 2-3            | Lomé I        | 1-0 | 1-3    |
| CARA Brazzaville | 2-2 (3-4 pen.) | Hafia         | 2-0 | 0-2    |
| Green Buffaloes  | 3-4            | Enugu Rangers | 2-2 | 1-2    |

## Semifinales
| Equipo 1         | Agr. | Equipo 2      | Ida | Vuelta |
| ---------------- | ---- | ------------- | --- | ------ |
| Hafia            | 2-1  | Lomé I        | 1-0 | 1-1    |
| Ghazl Al-Mehalla | 3-4  | Enugu Rangers | 3-1 | 0-3    |

## Final
| Equipo 1 | Agr. | Equipo 2      | Ida | Vuelta |
| -------- | ---- | ------------- | --- | ------ |
| Hafia    | 3-1  | Enugu Rangers | 1-0 | 2-1    |

## Campeón
| Guinea          |
| Hafia 2º título |